# John Lloyd Zabriskie

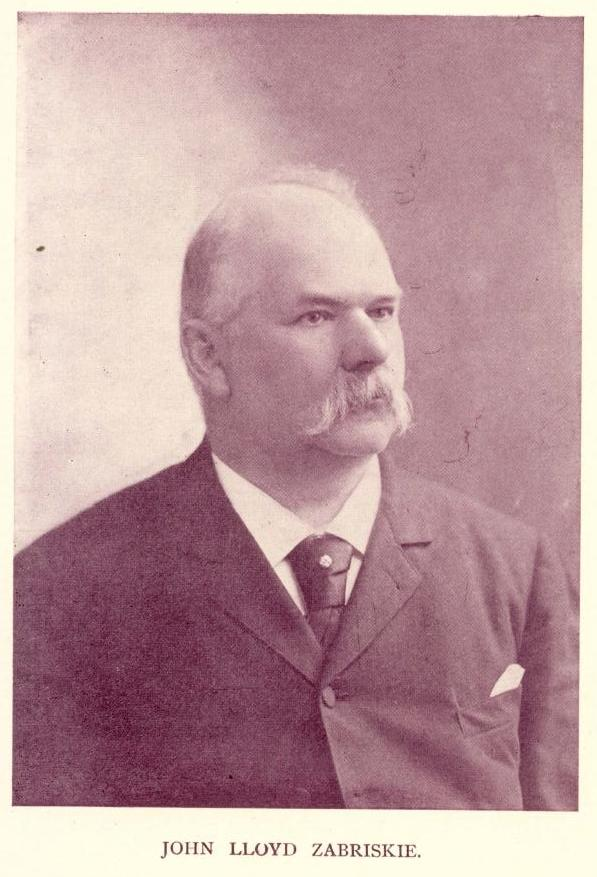
John Lloyd Zabriskie

John Lloyd Zabriskie (ur. 26 sierpnia 1831 we Flatbush, Long Island, zm. 11 listopada 1895 w Brooklynie) – amerykański lekarz.

## Życiorys
Urodził się 26 sierpnia 1831 jako najstarsze z dzieci Johna Barrea Zabriskie i Abby Lefferts Lott. Rodzina Zabriskie miała polskie korzenie i osiedliła się w Hackensack, New Jersey, około 1662 roku. Przodek od strony matki, Peter Lott, osiadł we Flatbush w 1652 roku.
Uczył się w Erasmus Hall Academy, następnie studiował na University of New York. Studia ukończył w 1850 roku. Następnie praktykował u dr Timothy M. Ingrahama, i po uczestniczeniu w wymaganej liczbie wykładów na University of the City of New York, otrzymał wiosną 1853 roku tytuł doktora medycyny.
Od 1877 roku przez osiemnaście lat był lekarzem konsultantem w Kings County Hospital, przez trzynaście lat jako lekarz konsultant związany był z Long Island College Hospital. Przez dziewiętnaście lat pracował w Kings County Penitentiary, także podczas dwóch epidemii cholery, które zdziesiątkowały pensjonariuszy tego zakładu.
Należał do Kings County Medical Society, był członkiem rady Long Island College Hospital, powiernikiem Erasmus Hall Academy, członkiem Brooklyn Board of Eduaction, diakonem Reformowanego Kościoła Holenderskiego Flatbush (Reformed Dutch Church of Flatbush).
6 czerwca 1861 ożenił się z Elizą Bulkley Garvin (1836-1917). Mieli czwórkę dzieci: Louise, Johna, Idę i Edwina.
Zmarł nagle na zawał serca 11 listopada 1895. Pochowany jest na Greenwood Cemetery w Brooklynie.
W 1899 roku wdowa po Johnie Zabriskie ustanowiła pamiątkowy fundusz na rzecz brooklyńskich bibliotek (Dr John Lloyd Zabriskie Memorial Library Fund).